# Fuoco sulla città
Fuoco sulla città (Ablaze) è un film statunitense del 2001 diretto da Jim Wynorski.
Il film è conosciuto in Italia anche con il titolo di Ablaze - Onda di fuoco.

## Trama
Il capitano dei vigili del fuoco Jack Thomas viene chiamato a domare un pauroso incendio sviluppatosi da una raffineria in fiamme che sta mettendo in pericolo l'intera città. In seguito si scopre che l'incendio è doloso ed è stato causato dal proprietario della stessa raffineria, Wendell Mays, per truffare l'assicurazione. L'ospedale e la dottoressa Jennifer Lewis vengono messi a dura prova dal gran numero di feriti che aumenta di ora in ora. Nel tentativo di domare le fiamme, il veterano dei vigili del fuoco Daniels si trova in una situazione di grave pericolo.

## Produzione
Il film fu prodotto da Phoenician Entertainment e Firestorm Pictures, diretto da Jim Wynorski  (accreditato come Jay Andrews), girato a Los Angeles in California a marzo del 2000. Wynorski figura anche tra i produttori. Michael Dudikoff interpreta il pompiere eroe Daniels, Amanda Pays interpreta la dottoressa Jennifer Lewis.

## Distribuzione
Il film fu distribuito negli Stati Uniti nel 2001 da New City Releasing e Firestorm Productions. È stato poi pubblicato in DVD negli Stati Uniti dalla 20th Century Fox Home Entertainment nel 2002.
Alcune delle uscite internazionali sono state:
- in Argentina il 18 luglio 2001 (in anteprima)
- in Germania il 26 luglio 2001 (Blaze - Stadt im Feuersturm, in anteprima; Deadly Blaze)
- in Polonia il 12 settembre 2001 (W plomieniach, in anteprima)
- negli Stati Uniti il 16 luglio 2002 (Ablaze, in DVD)
- nei Paesi Bassi il 6 aprile 2004 (in DVD)
- in Ungheria (A tűz markában)
- in Brasile (Bombeiros, TV via cavo)
- in Italia (Fuoco sulla città o Ablaze - Onda di fuoco)
- in Francia (Péril du feu o Tempête de feu)
- in Spagna (Tormenta de fuego)

In Italia è andato in onda in prima visione TV su Rete 4 il 10 dicembre 2005.

## Promozione
La tagline originale è: "A firestorm of fiery action and scorching suspense!" ("Una tempesta infuocata di azione ardente e suspense rovente!"). Nella locandina in italiano appare: "Nel cuore dell'incendio. Nel centro del pericolo".